# Агеев, Иван Анфиногентович
Иван Анфиногентович Агеев (апрель 1914, прииск Александровский, Иркутская губерния — 6 октября 1993, Лермонтов, Ставропольский край) — инженер-радиофизик, участник советского атомного проекта, лауреат Сталинской премии (1954).

## Биография
Окончил Томский государственный университет, физико-математический факультет (1937). В 1937—1941 научный сотрудник ионосферной лаборатории Сибирского физико-технического института.
С 24.07.1941 служил в РККА. Участник Великой Отечественной войны, лейтенант, командир бронеплошадки.
С 1950 — на заводе «Электрохимприбор»: инженер, начальник лаборатории ионных приёмников (1952—1956), старший инженер (1956—1967), руководитель группы лаборатории электрофизических методов обработки материалов (1967—1976).

## Научная деятельность
Участвовал в разработке технологических процессов разделения урана. Разработчик метода создания покрытий на поверхности металлов путем внедрения быстрых ионов. Автор технологии электронно-лучевой герметизации изделий специальной техники.

## Награды
Награждён медалями «За отвагу» (05.09.1945), «За победу над Японией», орденом Отечественной войны II степени (06.04.1985).
Лауреат Сталинской премии (1954) — за разработку и внедрение технологии получения дейтерида лития.